# سیارک ۶۲۱

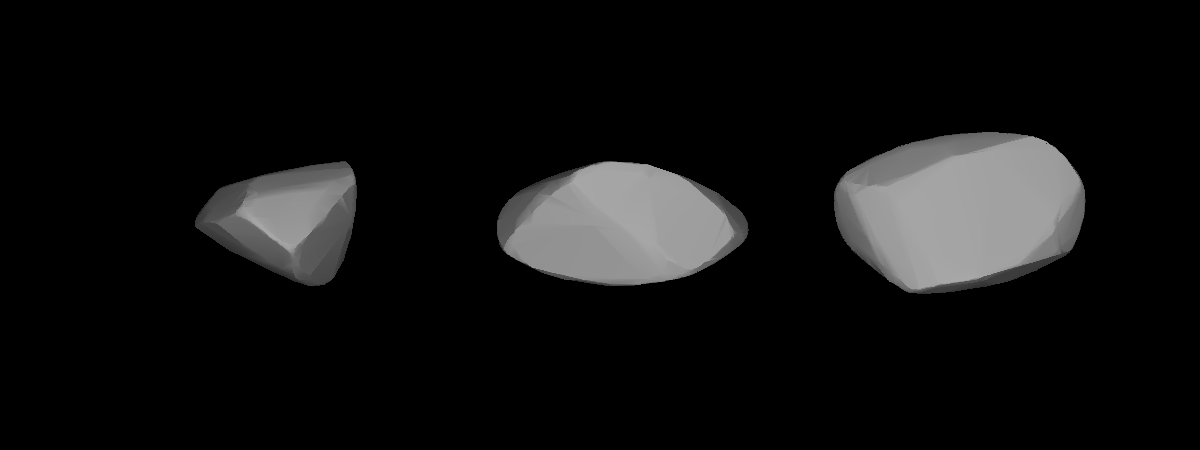
مدل سه‌بُعدی سیارک ۶۲۱ بر اساس منحنی نور آن

سیارک ۶۲۱ (به انگلیسی: 621 Werdandi، نامگذاری:1906WJ) ششصد و بیست و یکمین سیارک کشف شده‌است که در ۱۱ نوامبر ۱۹۰۶ و در هایدلبرگ کشف شد.
قدر مطلق سیارک برابر ۱۰٫۴۹ است.